# 74 (број)
74 је природан број који се јавља после броја 73, а претходи броју 75.

## У математици
74 је:
- полупрост број.

## У науци
- атомски број волфрама.
- Месје 74, спирална галаксија у сазвежђу Рибе.
- NGC 74, спирална галаксија у сазвежђу Андромеда.